# Bipin

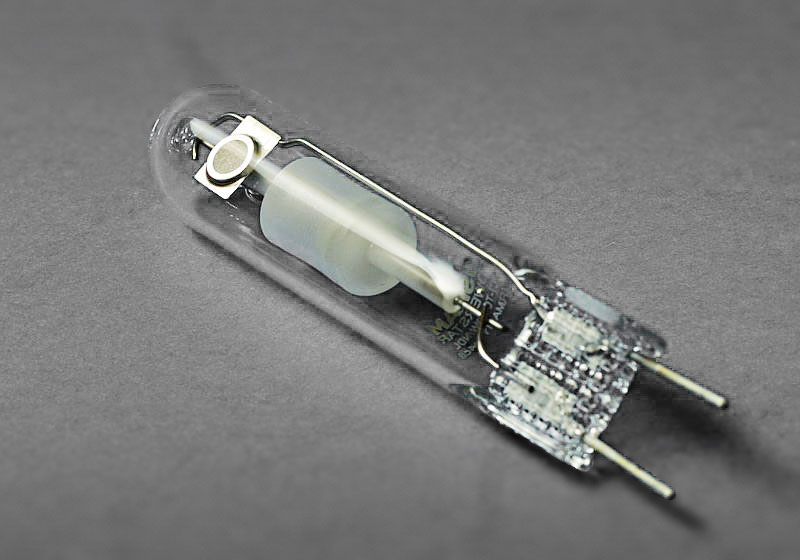
Une Lampe à décharge avec une douille bipin.

Un bipin, (parfois désigné comme un 2 fiches ou douille bipin), est une norme de la Commission électrotechnique internationale pour les culots de lampes à deux contacts (fiches ou broches). La distance entre fiches varie d'un modèle à l'autre afin d'empêcher d'échanger accidentellement une ampoule dont les caractéristiques sont différentes. Les ampoules à plus petits écarts entre fiches sont communément appelées "Mini-Bipin".

## Codes bipin
| Type     | CEI                      | Distance entre fiches (mm) | Diamètre fiche (mm) |
| -------- | ------------------------ | -------------------------- | ------------------- |
| G4       | CEI 60061-1 (7004-72)    | 4,0                        | 0,65–0,75           |
| GU4      | CEI 60061-1 (7004-108)   | 4,0                        | 0,95–1,05           |
| GY4      | CEI 60061-1 (7004-72A)   | 4,0                        | 0,65–0,75           |
| GZ4      | CEI 60061-1 (7004-64)    | 4,0                        | 0,95–1,05           |
| G5       | CEI 60061-1 (7004-52-5)  |                            |                     |
| G5.3     | CEI 60061-1 (7004-73)    | 5,33                       | 1,47–1,65           |
| G5.3-4.8 | CEI 60061-1 (7004-126-1) |                            |                     |
| GU5.3    | CEI 60061-1 (7004-109)   | 5,33                       | 1,45–1,6            |
| GX5.3    | CEI 60061-1 (7004-73A)   | 5,33                       | 1,45–1,6            |
| GY5.3    | CEI 60061-1 (7004-73B)   | 5,33                       | ?                   |
| G6.35    | CEI 60061-1 (7004-59)    | 6,35                       | 0,95–1,05           |
| GX6.35   | CEI 60061-1 (7004-59)    | 6,35                       | 0,95–1,05           |
| GY6.35   | CEI 60061-1 (7004-59)    | 6,35                       | 1,2–1,3             |
| GZ6.35   | CEI 60061-1 (7004-59A)   | 6,35                       | 0,95–1,05           |
| G9       | CEI 60061-1 (7004-129)   | 9,0                        | --                  |